# Saint-Denis-de-Gastines
Saint-Denis-de-Gastines is een gemeente in het Franse departement Mayenne (regio Pays de la Loire). De plaats maakt deel uit van het arrondissement Mayenne. Saint-Denis-de-Gastines telde op 1 januari 2022 1.440 inwoners.

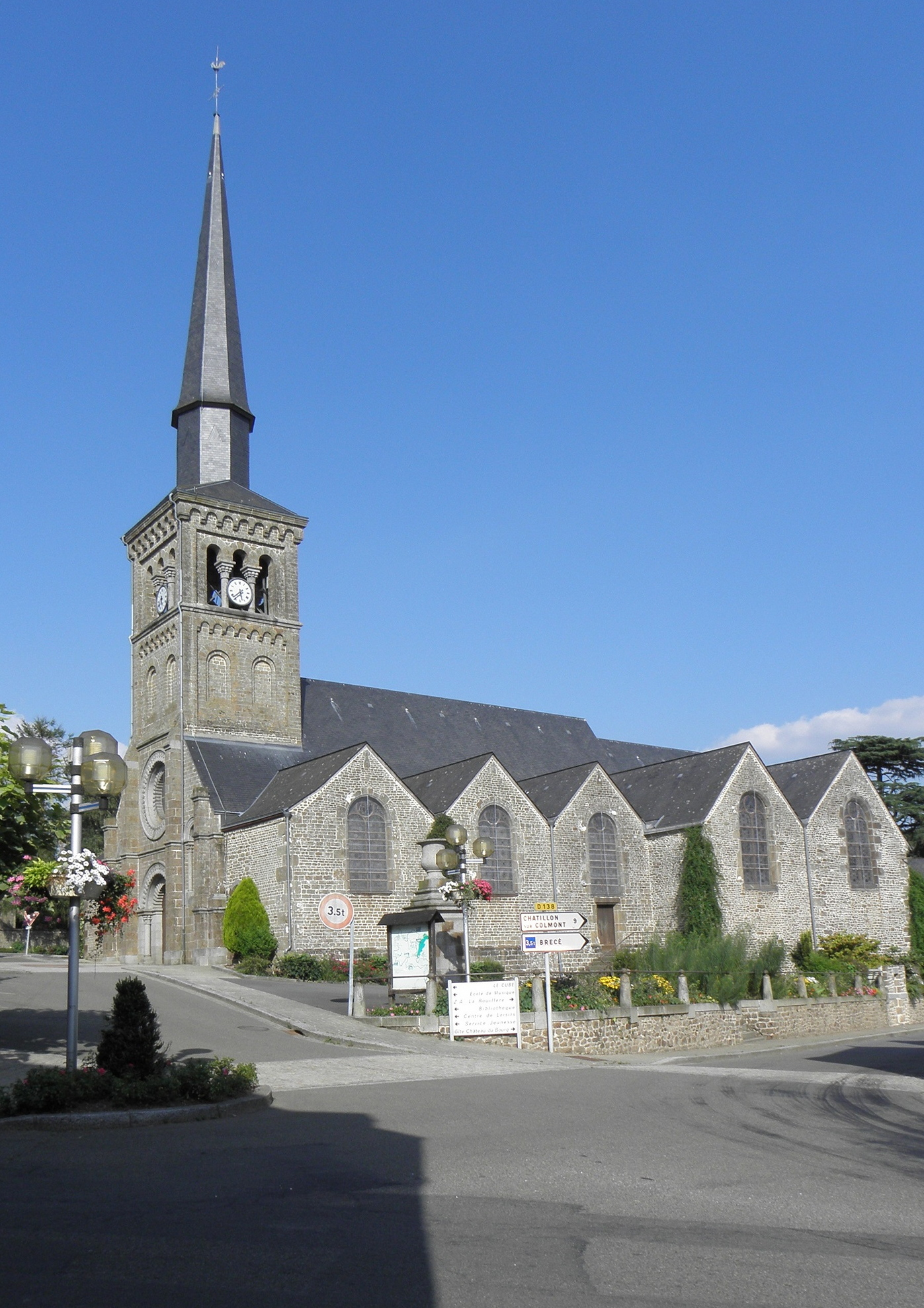
Kerk van Saint-Denis-de-Gastines

## Geografie
De oppervlakte van Saint-Denis-de-Gastines bedroeg op 1 januari 2022 48,01 vierkante kilometer; de bevolkingsdichtheid was toen 30 inwoners per km².

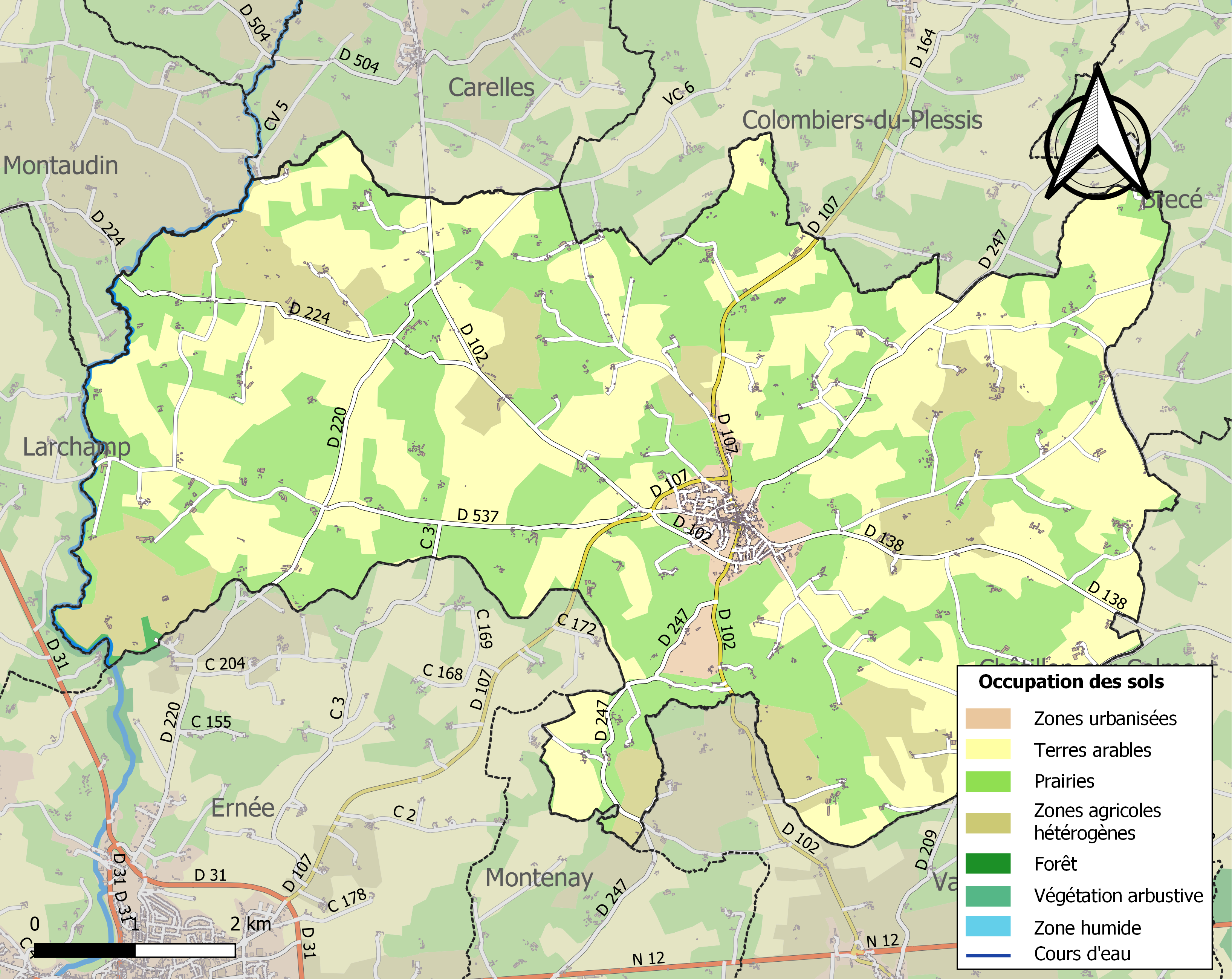
Kaart van de gemeente met de belangrijkste infrastructuur, bodemgebruik en omliggende gemeenten

## Demografie
Onderstaande figuur toont het verloop van het inwonertal (bron: INSEE-tellingen).